# Bulletin de la Société botanique de Genève
Bulletin de la Société botanique de Genève (w publikacjach cytowany w skrócie jako  Bull. Soc. bot. Genève) – szwajcarskie czasopismo naukowe  wydawane przez Towarzystwo Botaniczne w Genewie. Wychodziło w Genewie od 1911 r.  Jego następcą stało się czasopismo Travaux de la Société botanique de Genève.
Numery czasopisma do których wygasły prawa autorskie zostały zdigitalizowane i są dostępne w internecie formie plików pdf, ocr, jp2 i all. Opracowano 5 istniejących w internecie skorowidzów umożliwiających odszukanie artykułu:
- Title – na podstawie tytułu
- Author – na podstawie nazwiska autora
- Date – według daty
- Collection – według grupy zagadnień
- Contributor – według instytucji współpracujących

Istnieje też skorowidz alfabetyczny obejmujący wszystkie te grupy zagadnień.